# شهاب الدین محمود
شهاب الدین محمود هو المَلِكُ شِهابُ الدِّينِ أَبُو القاسِمِ محمودُ بنُ تاج الملوك بوري بن الأتابك طغتكين، والده تاج الملوك بوري بن الأتابك طغتكين صاحب دمشق و ملكها بعد والده ظاهر الدين طغتكين مؤسس الأسرة البورية الحاكمة في شهر صفر سنة 522 هـ. شِهابُ الدِّينِ، محمود هو الابن الوسط لتاج الملوك و تمَلَّك بعد مَقتَلِ أخيه شمسِ الملك اسماعيل، بإعانةِ أمِّه زمرد، وكان مُقَدَّمَ عَسكَرِه مُعينُ الدين أنر.
قال ابنُ عساكر: "كانت الأمورُ تجري في أيَّامه على استقامةٍ، إلى أن وثَبَ عليه جماعةٌ مِن خَدَمِه، فقتلوه في شوَّال، هذه السنة"، قُتِلَ على فِراشِه غِيلةً، قتله ثلاثةٌ مِن غِلمانِه هم خواصُّه وأقربُ النَّاسِ منه في خَلوتِه، وكانوا ينامونَ عنده ليلًا، فقَتَلوه وخرجوا من القلعة وهربوا.
يرتبط اسم شهاب الدين محمود بالتاريخ مع صلاح الدين الايوبي حيث عام 1169 ، عُين صلاح الدين وزيرا للخليفة الفاطمي . وفي نفس العام ، حاول الصليبيون غزو مصر عن طريق دمياط ، فأرسل صلاح الدين قوات بقيادة شهاب الدين محمود الذي استطاع صد عدوانهم فهلكت قواربهم أمام السواحل المصرية، وهربت فلول قواتهم إلى شمال سيناء وغزة.